# سفر يشوع
سفر يشوع (بالعبرية: סֵפֶר יְהוֹשֻׁעַ‏)، (باليونانية: Ιησούς του Ναυή)‏، (باللاتينية: Liber Iosue)‏ هو سادس أسفار الكتاب المقدس العبري والعهد القديم المسيحي، وأول أسفار التاريخ التثنوي الذي يروي قصة بني إسرائيل منذ غزو بني إسرائيل أرض كنعان حتى السبي البابلي.:42 يتناول السفر حملات بني إسرائيل على وسط وشمال وجنوب أرض كنعان، وتدميرهم لأعدائهم، وتقسيم الأراضي بين الأسباط الاثني عشر، في إطار خطابين أولهما من الإله الذي يأمر بني إسرائيل بغزو الأرض، والثانية في النهاية من يشوع الذي يحذّرهم بوجوب المحافظة على شريعة موسى (التوراة).
هناك إجماع قوي بين العلماء على أن القيمة التاريخية لسفر يشوع حول تاريخ بني إسرائيل المبكر بسيطة، وعلى الأرجح يعكس فترة بعد ذلك بكثير. ربما كانت الأصحاحات 2-11 التي تروي قصة الغزو أقدم أجزاء هذا السفر؛ والتي يُرجّح أنها أدُمجت لاحقًا إلى نسخة أولية من سفر يشوع على الأرجح في أواخر عهد الملك يوشيا (الذي حكم بين سنتي 640-609 ق.م.)، ولم يكتمل السفر إلا بعد سقوط القدس على يد الإمبراطورية البابلية الحديثة سنة 586 ق.م.، وربما حتى بعد العودة من السبي البابلي سنة 539 ق.م.:10–11

### البنية
تتألف بنية سفر يشوع من الموضوعات التالية:
- نقل القيادة إلى يشوع (1: 1-18)
  - مهمة الإله ليشوع (1: 1–9)
  - تعليمات يشوع للشعب (1: 10–18)
- الدخول إلى أرض كنعان وفتحها (2: 1 - 12: 24)
  - الدخول إلى أرض كنعان
    - استكشاف أريحا (2: 1-24)
    - عبور نهر الأردن (3: 1-17)
    - التمركز في الجلجال (4: 1 - 5: 1)
    - الختان والفصح (5: 2–15)

  - النصر على الكنعانيين (6: 1 – 12: 24)
    - دمار أريحا (6)
    - الفشل ثم النجاح في عاي (7: 1 – 8: 29)
    - تجديد العهد عند جبل عيبال (8: 30-35)
    - حملات أخرى في وسط كنعان. الخداع الجبعوني (9: 1-27)
    - الحملات في جنوب كنعان (10: 1-43)
    - الحملات في شمال كنعان (11: 1-15)
    - ملخص الأراضي التي احتُلّت (11: 16-23)
    - قائمة مختصرة بالملوك المهزومين (12: 1-24)
- تقسيم الأرض بين الأسباط (13: 1 – 22: 34)
  - تعليمات الإله ليشوع (13: 1–7)
  - مخصصات الأسباط (13: 8 – 19: 51)
    - أسباط الشرق (13: 8-33)
    - أسباط الغرب (14: 1 – 19: 51)

  - مدن الملجأ ومدن اللاويين (20: 1 – 21: 42)
  - ملخص أحداث الغزو (21: 43–45)
  - محاولة انفصال أسباط الشرق (22: 1-34)
- الخاتمة (23: 1 – 24: 33)
  - خطاب وداع يشوع (23: 1-16)
  - العهد في شكيم (24: 1-28)
  - موت يشوع وأليعازر؛ دفن عظام يوسف (24: 29-33)[2]

## الملخص

### مهمة الإله ليشوع (الأصحاح 1)
يبدأ الأصحاح الأول بعد وفاة موسى، ثم يستعرض أولى الأحداث المهمة في سفر يشوع التي جاءت كل منها في صورة خطبة حيث يذكر الإله ثم يشوع في الخطبة الأولى أهداف غزو أرض الميعاد؛ وفي الأصحاح 12، يستكمل الراوي في الخطبة الثانية قصة الغزو؛ وفي الأصحاح 23 يلقي يشوع خطابًا حول ما يجب فعله إذا أراد بنو إسرائيل العيش بسلام في الأرض.:49
أمر الإله يشوع بالاستيلاء على الأرض، وحثّه على الحفاظ على عهد موسى. ينبئ كلام الإله في الخطبة بالموضوعات الرئيسية في السفر، وهي: عبور نهر الأردن وفتح الأرض وتوزيعها، وضرورة الالتزام بالشريعة. بدا التزام يشوع بالشريعة في خطابه مع قادة الأسباط، كما كان انصياع أسباط شرق الأردن لقيادة يشوع انعكاسًا لتأييد يهوه ليشوع بالنصر.:175

### دخول الأرض والغزو (الأصحاحات 2–12)

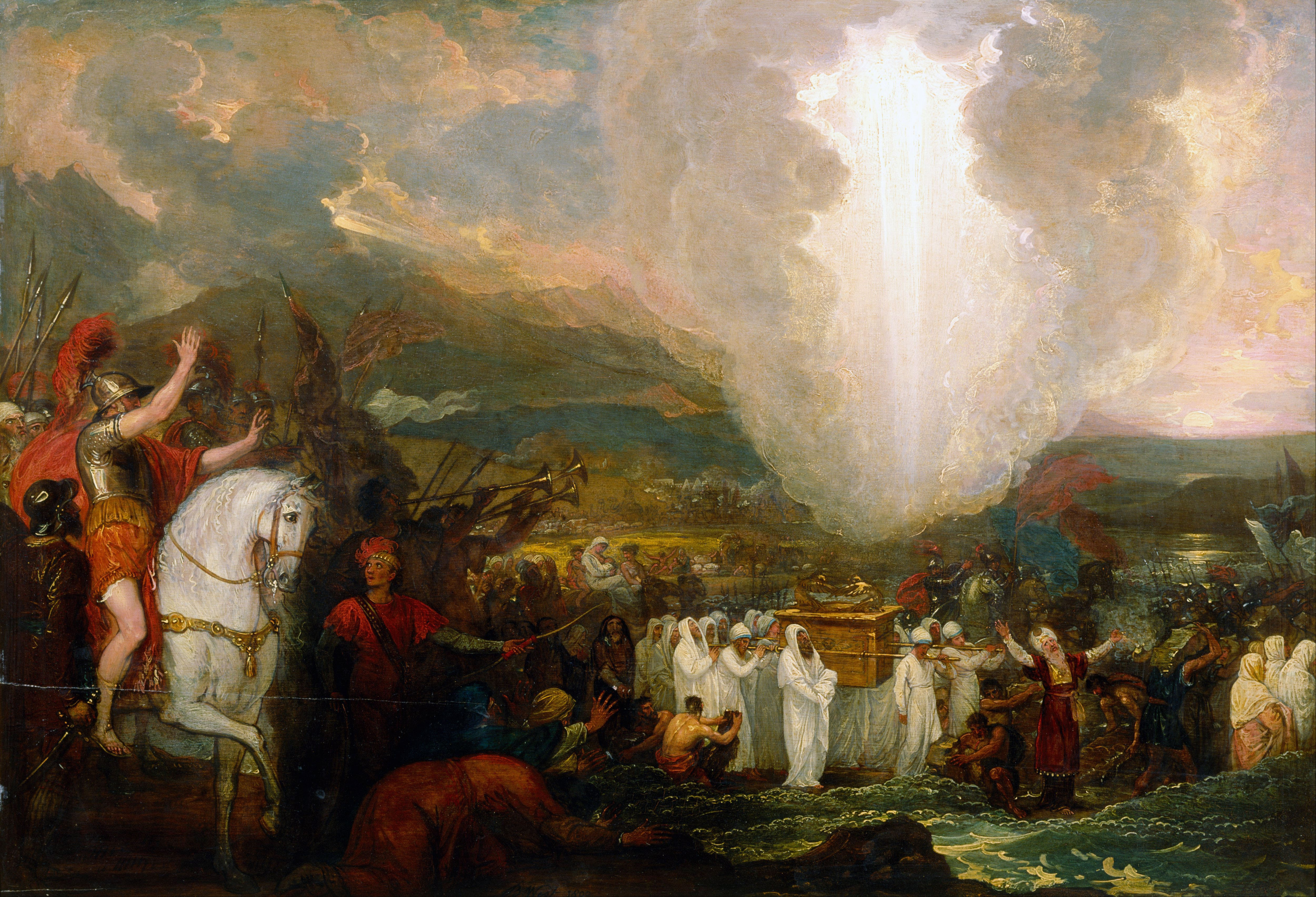
يشوع يعبر نهر الأردن مع تابوت العهد, لوحة بنجامين ويست، 1800م

ساهمت راحاب وهي امرأة كنعانية في عملية دخول بني إسرائيل إلى أرض كنعان، حيث كلّف يشوع رجلين بدخول أريحا للتجسس. وهناك، وصلا إلى بيت عاهرة تدعى راحاب ليقضوا الليل. بعد أن سمع ملك أريحا خبرًا عن جواسيس إسرائيليين، طلب من راحاب إخراج الرجلين. فأنكرت معرفتها بمكانهم، في حين أنها في الواقع أخفتهم على سطح منزلها. في صباح اليوم التالي، صارحت راحاب الرجلين بإيمانها بالإله، واعتقادها بأن الإله وهب أرض كنعان لبني إسرائيل. وبمساعدة راحاب، تمكن بنو إسرائيل من دخول أرض كنعان.
عبر بنو إسرائيل نهر الأردن من خلال تدخل إعجازي من الإله باستخدام تابوت العهد، ثم أمر يشوع بني إسرائيل بالاختتان في تل القُلف، التي سُميت بعد ذلك بالجلجال. ثم بدأ الغزو بمعركة أريحا، ثم غزو عاي الذي بنى بعده يشوع مذبحًا ليهوه في جبل عيبال شمال أرض كنعان، ثم جدّد العهد في احتفال يشتمل على عناصر احتفال إلهية كشكر على الاستيلاء على الأرض، على غرار مراسم احتفالات الاستيلاء على الأرض المعروفة في بلاد الرافدين.:180 ثم ينتقل السرد إلى الجنوب، حيث يخدع الجبعونيون بني إسرائيل ليتحالفوا معهم مُدّعين أنهم ليسوا كنعانيين. وحين اكتشف بنو إسرائيل الخدعة، أبقوا على الجبعونيين، ولكن استعبدوهم وأوكلوا إليهم مهام العبيد. على صعيد آخر، تحالفت الممالك الأمورية برئاسة ملك القدس الكنعاني، هاجموا الجبعونيين لكنهم هُزِموا بإعجاز من يهوه الذي أوقف الشمس والقمر وألقى حجارة من البرد عليهم من السماء.(يشوع 10: 10-14) شُنق ملوك التحالف على الأشجار. ربما استخدم مؤلف المصدر التثنية حملة الملك الآشوري سنحاريب على مملكة يهوذا سنة 701 ق.م. كنموذج أخذ منه مسألة شنق الملوك؛ حيث أن شنق الملوك الأسرى يتوافق مع الممارسات الآشورية في القرن الثامن قبل الميلاد.
بعد غزو الجنوب، ينتقل السرد إلى الحملة على الشمال، حيث انهزم تحالف متعدد الأعراق قوي يرأسه يابين ملك حاصور أهم مدن الشمال في معركة مياه ميروم [الإنجليزية] بمساعدة من يهوه، وبذلك سقطت حاصور، ودُمّرت. وبذلك استولى يشوع على الأرض بأكملها، معظمها من خلال الانتصارات العسكرية، حيث هادنهم الجبعونيون فقط. ثم سرد الأصحاح 12 أسماء الملوك الـ 31 الذين هزمهم بنو إسرائيل.

### تقسيم الأرض (الأصحاحات 13–22)

تقسيم يشوع الأرض على الأسباط.

بدءًا من الأصحاح 13، يتحول السرد إلى وصف توزيع بني إسرائيل، حيث يبدأ السرد بوصف كيف أصبح يشوع طاعنًا في السن بحلول ذاك الوقت، وكيف أنه تولّى توزيع الأراضي التي منحها لهم يهوه بمساعدة من أليعازر الكاهن على الأسباط،:183 من خلال القرعة، والتي تخلّلها مدن الملجأ ومدن اللاويين [الإنجليزية]، كما سمح يشوع لأسباط شرق الأردن بالانصراف بعد تأكيدهم ولائهم ليهوه. أكد السفر مجددًا على تخصيص موسى أرض شرق الأردن لسبطي رأوبين وجاد ونصف سبط منسى.(يشوع 13: 8-32) أشار الأصحاح 18 إلى أنه بعد أن حصلت أسباط رأوبين وجاد ويهوذا وأفرايم ومنسى على أراضيهم، كُلّف 21 رجلًا من الأسباط السبعة الباقية باستكشاف باقي الأرض تمهيدًا لتوزيعها، كما خُصّصت 48 مدينة مع الأراضي المحيطة لسبط لاوي.
تواجدت العبارة التالية في النص الماسوري، لكنها حُذفت من النص السبعيني:
وبحلول نهاية الأصحاح 21، يسجل السرد أن وعد الإله بالأرض والراحة والسيادة على أعداء بني إسرائيل قد اكتمل، وسُمح لأسباط شرق الأردن بالعودة إلى موطنهم في جلعاد (المستخدمة هنا بمعناها الأوسع الذي يشمل منطقة شرق الأردن بأكملها)،

### خطبة وداع يشوع (الأصحاحات 23–24)
يجمع يشوع، في شيخوخته، قادة بني إسرائيل، وذكّرهم بأعمال يهوه العظيمة لهم، وبضرورة محبة يهوه، والامتثال للشريعة دون زيادة أو نقصان. ثم اجتمع يشوع مرة أخرى مع شعب بني إسرائيل في شكيم، وذكّرهم بتاريخ بني إسرائيل، بدءًا من تارح أبي إبراهيم، الذي عاش فيما وراء نهر الفرات وعبد آلهة أخرى. وخيّر يشوع بني إسرائيل أن يخدموا يهوه الذي أنقذهم من مصر، أو الآلهة التي عبدها آباؤهم وراء الفرات، أو آلهة الأموريين الذين هم الآن ساكنو أرضهم، فاختار الشعب خدمة يهوه، فأقرّ يشوع ذلك في سفر شريعة الإله، ثم نصب حجرًا تذكاريًا "تحت البلوطة التي عند مقدس الرب" في شكيم، وبذلك "قطع يشوع عهدًا مع الشعب"، وانصرف كل سبط إلى أراضيه.

### الخاتمة
ينتهي سفر يشوع بذكر ثلاثة أحداث، وهي وفاة يشوع ودفنه في تمنة سارح، ودفن عظام يوسف في شكيم، ووفاة أليعازر ودفنه في أرض فينحاس في جبل أفرايم. لم تُمنح مدن لاويين لأحفاد هارون في جبل أفرايم، لذا يعتقد كارل فريدريش كيل وفرانز ديليتش أن أرض فينحاس ربما كانت في جبع ضمن أراضي سبط بنيامين، حيث قالا: «لا يتعارض الوصف الأرض بأنها في جبل أفرايم مع هذا الرأي، حيث امتدت هذه الجبال، بحسب القضاة 4: 5، وما إلى ذلك، بعيدًا حتى أراضي سبط بنيامين.»

## التأليف

### المؤلف والتاريخ
يُعد سفر يشوع عملًا مجهول المؤلف. نسب التلمود البابلي، الذي كُتب في الفترة من القرن الثالث الميلادي إلى القرن الخامس الميلادي، تأليف السفر إلى يشوع نفسه، لكن رفض جان كالفن الفكرة، واعتبارها زعمًا لا يمكن الدفاع عنه، وبحلول زمن توماس هوبز أصبح من المسلم به أن السفر كُتب في وقت لاحق بكثير عن الفترة التي يتحدث عنها.:26–30 هناك الآن اتفاق عام على أن سفر يشوع جزء من عمل أكبر، التاريخ التثنوي، الذي يبدأ من سفر التثنية حتى سفري الملوك الأول والثاني،:174 وأن هذا التاريخ كُتب في بلاط الملك يوشيا في أواخر القرن السابع قبل الميلاد، وأجريت عليه تعديلات مُكثّفة في القرن السادس قبل الميلاد.:63

### التاريخية
وجهة النظر السائدة بين العلماء أن سفر يشوع لا يصف أحداث تاريخية وقعت بالفعل.:4 تتوافق صياغة سفر يشوع مع أحداث انهيار العصر البرونزي الذي وقع في القرن الثالث عشر قبل الميلاد، وشهد بالفعل تدميرًا واسع النطاق للمدن. ومع ذلك، فإن المدن المدمرة في تلك الفترة ليست تلك ذكرها الكتاب المقدس في سفر يشوع باستثناء حاصور ولخيش، كما أن المدن التي ذكر السفر تدميرها لا يكاد يظهر فيها أي شواهد على أنها كانت مأهولة في ذلك الوقت.:71–72 كما تُظهر الأدلة الأثرية أن أريحا وعاي لم تكونا مأهولتين في نهاية العصر البرونزي.
كانت جوديث ماركيه كراوس أول من نقّب عن الآثار في عاي. وفقًا لقاموس إيردمان للكتاب المقدس، تمثل قصة غزو كنعان دعاية قومية حاكها ملوك يهوذا في القرن الثامن قبل الميلاد للمطالبة بأراضي مملكة إسرائيل الشمالية؛ وأنها أُدمجت قديمًا مع نسخة قديمة من سفر يشوع كُتبت في عهد الملك يوشيا. وربما حدثت مراجعة لسفر يشوع وأضيف إليه بعد سقوط القدس في أيدي الإمبراطورية البابلية الحديثة سنة 586 ق.م.، أو بعد العودة من السبي البابلي سنة 538 ق.م.:10–11
في ثلاثينيات القرن العشرين، أجرى مارتن نوث نقدًا شاملاً حول فائدة سفر يشوع التاريخية. كان نوث تلميذًا لألبريشت ألت الذي كان يعتمد على نقد الصياغة، وكان يعتبر سفر يشوع أسطورة تأسيسية. اعتقد ألت ونوث أن تحركات بني إسرائيل في مناطق أرض كنعان كانت سلمية، وليست قتالية كما صورها الكتاب المقدس. أظهرت الأدلة الأثرية في ثلاثينيات القرن العشرين أن مدينة عاي، التي كانت هدفًا مبكرًا للغزو في رواية يشوع المفترضة، كانت موجودة بالفعل، ولكنها دُمّرت في القرن الثاني والعشرين قبل الميلاد. كانت هناك مقترحات لتحديد بعض المواقع البديلة التي قد تكون لمدينة عاي، مثل خربة المقاطر أو خربة نسيا، والتي من شأنها أن تحل جزئيًا التناقض في التواريخ، لكن هذه المواقع لم تُقبل على نطاق واسع. في سنة 1951م، أظهرت أبحاث كاثلين كينيون أن أريحا ترجع للعصر البرونزي الأوسط (حوالي 2100-1550 ق.م.)، وليس إلى العصر البرونزي المتأخر (حوالي 1550-1200 ق.م.). كما زعمت كينيون بأن الحملة بني إسرائيل العسكرية لا يمكن إثباتها تاريخيًا، بل يمكن تفسيرها على أنها محاولة لتفسير أسباب تواجد المستوطنات الإسرائيلية.
في سنة 1955م، ناقش إرنست رايت ارتباط البيانات الأثرية بالحملات الإسرائيلية الأولى والتي قسمها إلى ثلاث مراحل في سفر يشوع. أشار رايت إلى مجموعتين من الاكتشافات الأثرية التي «يبدو أنها تشير إلى صحة رواية الكتاب المقدس بصفة عامة فيما يتعلق بطبيعة البلاد في القرون الثالث عشر والثاني عشر والحادي عشر قبل الميلاد» (التي كانت «فترة من العنف المُفرط»). أعطى رايت أهمية خاصة لعمليات الحفر (التي كانت حديثة حينها) التي قام بها يغائيل يادين.
يعتقد عالم الآثار في الجامعة العبرية في القدس أمنون بن تور الذي حل محل يادين كمشرف على الحفريات في حاصور سنة 1990م، أن الأدلة المكتشفة مؤخرًا التي تثبت التدمير العنيف عن طريق الحرق تؤكد الرواية الكتابية عن غزو بني إسرائيل للمدينة. في سنة 2012م، اكتشف فريق بقيادة بن تور وشارون زوكرمان قصرًا محروقًا من القرن الثالث عشر قبل الميلاد، حيث عثروا في مخازنه على أباريق عمرها 3400 عام تحتوي على محاصيل محترقة. وكلن عارض شارون زوكرمان نظرية بن تور، وزعم أن الحرق كان نتيجة اقتتال عنيف بين فصائل متعددة في المدينة.
في تعليقها حملة "سلسلة دليل وستمنستر للكتاب المقدس"، قالت كارولين بريسلر أن قراء سفر يشوع يجب يُعطوا الأولوية لرسالة السفر الدينية ("ما الذي تُعلّمه الآيات عن الإله")، وماذا كانت تعني تلك الآيات للجماهير في القرنين السابع والسادس قبل الميلاد.:5–6 كما أوضح ريتشارد نيلسون أن احتياجات النظام الملكي المركزي فضلت قصة واحدة عن الأصول، ودمجت الروايات القديمة حول الهجرة من مصر، والإيمان بإله قومي باعتباره "إلهًا محاربًا"، وإيجاد تفسيرات لخراب المدن والتدرج الاجتماعي وتعدد المجموعات العرقية والقبائل المعاصرة.:5

### المخطوطات

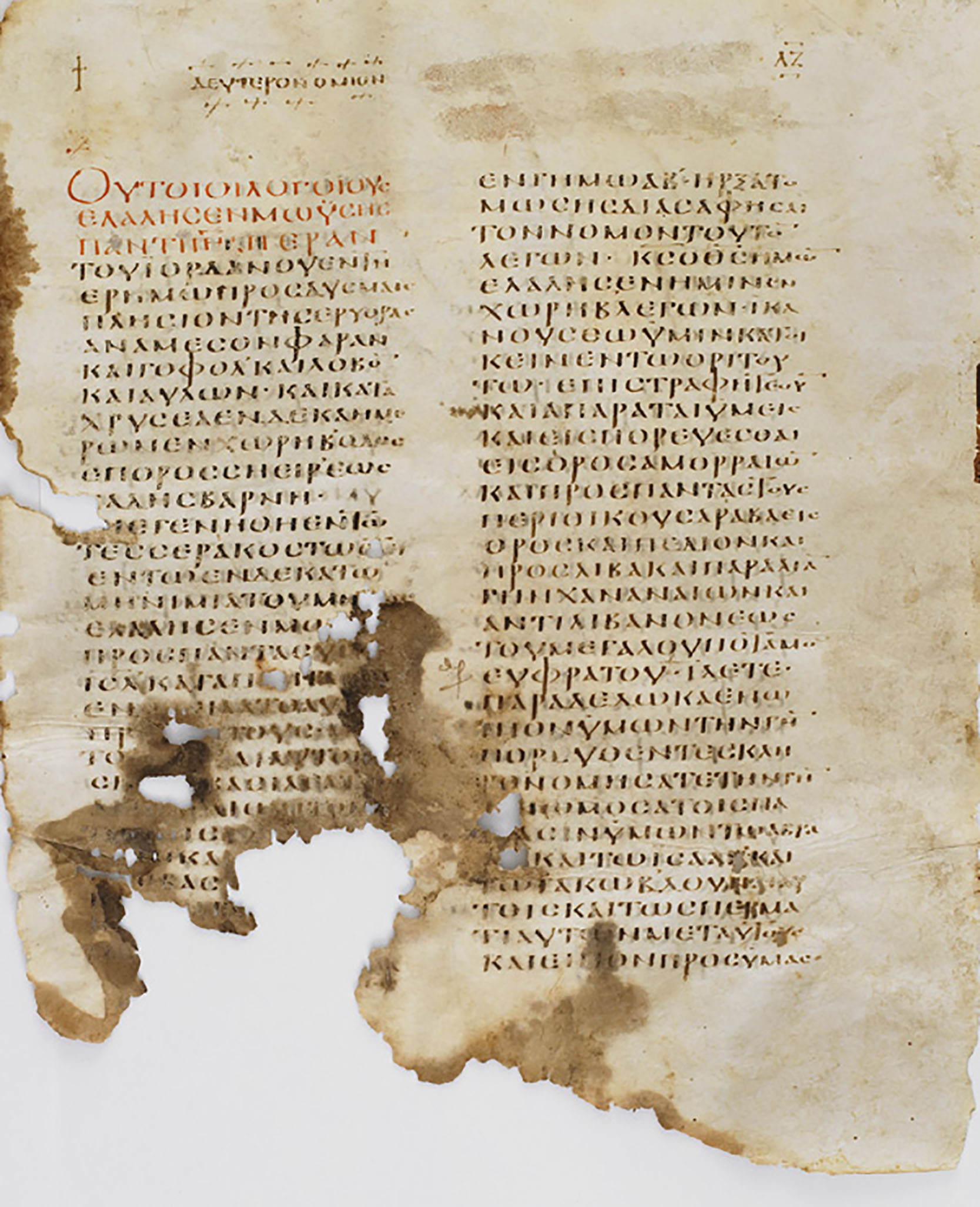
مخطوطة واشنطن الأولى، وهي مخطوطة يونانية تحتوي على نهاية سفر التثنية، وبداية سفر يشوع.

عُثر على أجزاء من سفر يشوع تعود إلى الفترة الحشمونية ضمن مخطوطات البحر الميت (في المخطوطتان 4QJosha و 4QJoshb، اللتان وُجدتا في كهوف قمران). كما عُثر على مخطوطات للسفر مترجمة لليونانية (الترجمة السبعينية) مثل مخطوطة واشنطن الأولى (ترجع للقرن الخامس الميلادي)، بالإضافة إلى نسخة مختصرة من النص السبعيني في مخطوطة يشوع [الإنجليزية] المصورة. أما أقدم نسخة كاملة للسفر باللغة العبرية، فموجودة في مخطوطة حلب التي ترجع إلى القرن العاشر الميلادي.

## السمات

### الإيمان والغضب
يُعد الإيمان ورحمة الإله (في حالة الطاعة) من السمات الدينية لمحتوى التاريخ التثنوي، والتي يقابلهم عدم الإيمان وغضب الإله (في حالة العصيان). ففي سفر القضاة وأسفار صموئيل وأسفار الملوك، أصبح بنو إسرائيل غير مؤمنين، فأظهر الإله غضبه بإرسال شعبه إلى المنفى. ولكن في سفر يشوع، كان بنو إسرائيل مطيعون، وكان يشوع نفسه مخلصًا، فحقق الإله وعده وأعطاهم الأرض نتيجة لذلك.:3–4 بحسب المعتقد اليهودي، كانت الحملة الحربية على أرض كنعان بأمر من يهوه إيذانًا منه بحق بني إسرائيل في هذه الأرض،:158–159 كما كانت نموذجًا لكيفية تنظيم معيشة بني إسرائيل هناك: اثني عشر سبطًا، لهم قائد معين، متحدون بعهد في الحرب ويعبدون يهوه وحده في موقع مقدس واحد، ومطيعون جميعًا لشرائع موسى التي جاءت في سفر التثنية.:162

### الإله وبنو إسرائيل
تظهر في سفر يشوع سمة تصوير بني إسرائيل كشعب واحد يعبد يهوه في الأرض التي أعطاها يهوه لهم.:159 يأخذ  يهوه، باعتباره الشخصية الرئيسية في السفر، زمام المبادرة في احتلال الأرض، فبفضل قوى يهوه ينتصرون في المعارك. على سبيل المثال، سقطت أسوار أريحا لأن يهوه قاتل من أجل بني إسرائيل، وليس لأن بني إسرائيل أظهروا قدرة قتالية فائقة.:7–8 أظهر السفر أيضًا أن الانقسام المحتمل لبني إسرائيل هو موضوع ثابت، وكان أكبر تهديد للانقسام يأتي من أسباط شرق الأردن. بل يشير السفر(يشوع 22: 19) إلى أن أرض شرق الأردن نجسة وأن الأسباط الذين يعيشون هناك لها مكانة ثانوية.:9

### أرض كنعان
كانت مسألة أرض كنعان الموضوع المركزي في سفر يشوع.:11 ذكرت مقدمة سفر التثنية كيف أن يهوه منح الأرض لبني إسرائيل، ولكنه سحب عطيته بعد ذلك عندما أظهر بنو إسرائيل الخوف، ولم يثق في وعد الإله إلا يشوع وكالب.:33 كانت أرض كنعان مركز هوية بني إسرائيل العرقية. في التاريخ التثنوي، كان مصطلح "الراحة" يعني استقرار ملكية بني إسرائيل غير المهددة للأرض، والتي بدأت تتحقق مع فتوحات يشوع.:15–16

### العدو
وفقًا لما جاء في السفر، نفّذ يشوع "حملة منظمة ضد المدنيين في أرض كنعان - رجالًا ونساءً وأطفالًا - تصل إلى حد الإبادة الجماعية". عُرفت هذه الممارسة باسم حريم [الإنجليزية]، والتي لا تنطوي على أي معاهدات مع العدو، ولا تسمح بالرحمة أو حتى الزواج من العرقيات الأخرى.:175 كانت قصص إبادة الأمم تُمجّد يهوه كمحارب، وتُعزّز مطالبة بني إسرائيل بالأرض، في حين أن استمرار بقاء هذه الأمم يُبرز سمات العصيان ويوجب العقاب، مما مهّد للقصص التي رويت في أسفار القضاة والملوك.:18–19 يمكن تفسير الدعوة الإلهية لارتكاب مذبحة في أريحا وأماكن أخرى وفق المعايير الثقافية التي كانت سائدة خلال العصر الحديدي حيث لم يكن بنو إسرائيل وحدهم من يمارسون ممارسة الحريم، كما يمكن تفسيرها دينيًا بأن هذه الدعوة الإلهية كانت لضمان طهارة بني إسرائيل، ووفاءًا بوعد الإله، وعقاب الكنعانيين بسبب "سوء سلوكهم الجنسي".:175 يقول باتريك ميلر في تعليقه على سفر التثنية: «ليس هناك وسيلة حقيقية يمكنها جعل مثل هذه القصص مستساغة بالنسبة لقلوب وعقول القراء والمؤمنين المعاصرين.:40–41» يرى جيرار نسيم أمزلاغ [الإنجليزية] أوجه تشابه بين غزو يشوع وعودة المنفيين في عزرا نحميا، ولكن تميّز غزو يشوع بامتناع اليهود فقط عن التزاوج مع الكنعانيين. كان هؤلاء "الكنعانيون" على الأرجح من اليهود غير المنفيين، الذين تلوثوا بـ "النفوذ الأجنبي".

### الطاعة
كانت الطاعة مقابل العصيان من السمات الثابتة في هذا السفر.:79 تظهر الطاعة في أحداث عبور الأردن، وغزو أريحا وعاي، والختان والفصح، وقراءة الشريعة. ويظهر العصيان في قصة عخان [الإنجليزية] الذي رُجم لانتهاكه أمر الحريم، وقصة المذبح الذي بنته أسباط شرق الأردن. وجّه خطابا يشوع الأخيران بني إسرائيل إلى الأمر الأكثر أهمية على الإطلاق، وهو عبادة يهوه دون الآلهة الأخرى. وبذلك يوضح سفر يشوع الرسالة المركزية للتاريخ التثنوي، وهي أن الطاعة تؤدي إلى النجاح والعصيان يؤدي إلى الهلاك.:20

### موسى ويشوع ويوشيا
ييرز التاريخ التثنوي أوجه التشابه في القيادة الصحيحة بين موسى ويشوع ويوشيا. :102 فقد صوّر السفر أمر المهمة الإلهية ليشوع كتنصيب ملكي. كما كان تعهد الشعب بالولاء ليشوع كخليفة لموسى أشبه بالممارسات الملكية، كان أمر الإله ليشوع بالتأمل في "سفر الشريعة" ليلًا ونهارًا يشبه وصف يوشيا في سفر الملوك الثاني 23: 25 بالملك الذي يهتم بشكل فريد بدراسة الشريعة. كذلك كان ليشوع ويوشيا أهدافًا إقليمية متطابقة، حيث توفي يوشيا سنة 609 ق.م. أثناء محاولته ضم أرض إسرائيل القديمة إلى مملكته يهوذا.
يمكن كذلك رؤية بعض أوجه التشابه بين يشوع وموسى في القائمة التالية::174
- أرسل يشوع جواسيس للتجسس على الأرض القريبة من أريحا، كما أرسل موسى جواسيس من البرية لاستكشاف أرض الميعاد.
- قاد يشوع بني إسرائيل من البرية إلى أرض الميعاد، وعبروا نهر الأردن كما لو كان أرضًا يابسة،(يشوع 3: 16) تمامًا كما قاد موسى بني إسرائيل من مصر عبر البحر الأحمر الذي عبروه كما لو كانوا على أرض يابسة.
- بعد عبور نهر الأردن، احتفل بنو إسرائيل بالفصح، كما فعلوا قبل الخروج مع موسى مباشرة.
- تشبه رؤية يشوع لرئيس جند يهوه(يشوع 5: 13-14) بالوحي الإلهي لموسى عند العليقة المشتعلة.
- نجاح يشوع في التشفُّع نيابة عن بني إسرائيل عندما غضب يهوه لعدم التزامهم التام بممارسة الحريم، تمامًا كما تشفّع موسى لدى الإله مرارًا لكي لا يعاقب بني إسرائيل.
- تمكن يشوع وبنو إسرائيل من هزيمة أهل عاي لأن يشوع اتبع الأمر الإلهي بأن يمدّ سيفه نحو المدينة، مثلما تمكّن بنو إسرائيل من هزيمة العمالقة عندما مد موسى يده التي أمسكت بعصاه.(الخروج 17: 8-13)
- كان يشوع طاعنًا في السن، حين بدأ بنو إسرائيل في الاستيطان على أرض الميعاد، تمامًا كما كان موسى كبيرًا في السن عندما مات بعد أن رأى أرض الميعاد، ولكن لم يدخلها.
- كان يشوع وسيطًا في العهد المتجدد بين يهوه وبني إسرائيل في شكيم،(يشوع 8: 30-35) تمامًا كما كان موسى وسيطًا لعهد يهوه مع بني إسرائيل في جبل سيناء/جبل حوريب.
- قبل وفاته، ألقى يشوع خطاب وداع لبني إسرائيل، تمامًا كما ألقى موسى خطاب وداعه.
- عمّر موسى، فمات وعمره 120 سنة؛ وكذلك عمّر يشوع حتى مات وعمره 110 سنوات.

## التفسيرات الأخلاقية والسياسية

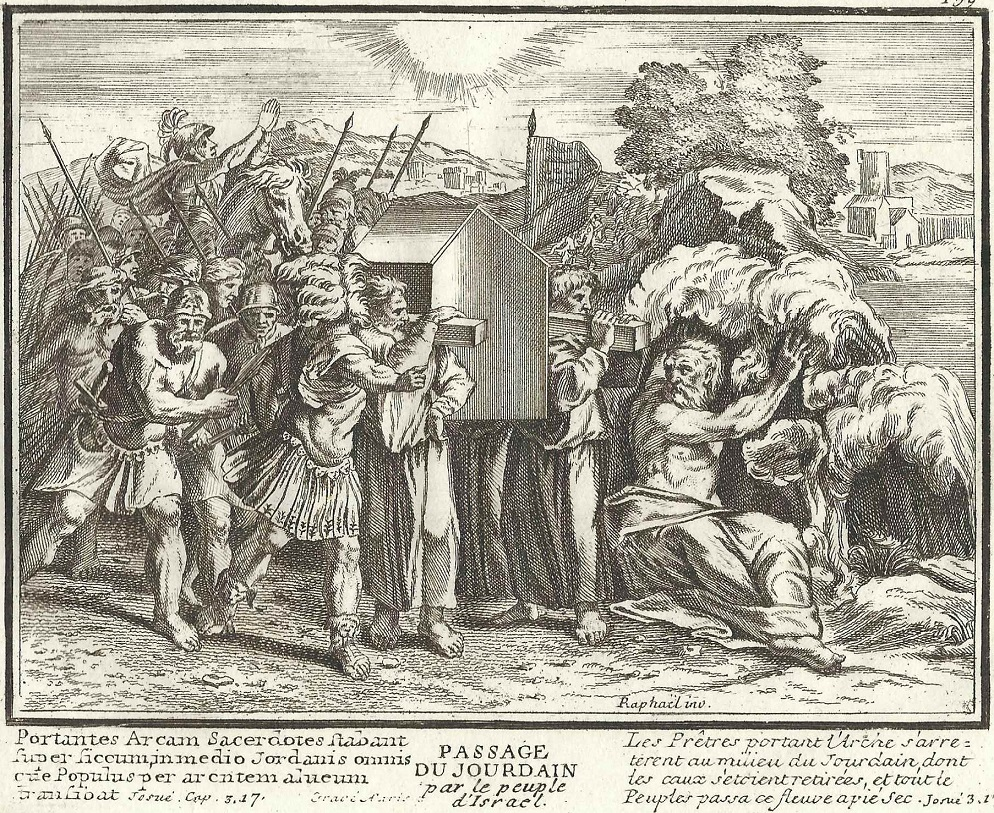
يشوع يقود بني إسرائيل لعبور الأردن.

يتناول سفر يشوع مسألة الاستيلاء على أرض إسرائيل والاستيطان فيها، وهي قضية ذات دوافع سياسية في المجتمع الإسرائيلي. في مقالتها "صعود وسقوط سفر يشوع في التعليم العام في ضوء التغيرات الأيديولوجية في المجتمع الإسرائيلي"، تحلل الباحثة الكتابية الإسرائيلية ليا مازور تاريخ السفر وتكشف عن نظام معقد من الإشارات إليه في مجموعة واسعة من التصريحات، التي كان أغلبها متطرفًا، التي تتباين من الإعجاب إلى الإحراج والصمت المُطبِق إلى النقد اللاذع والمؤثر. ويُعد تغيُّر مكانة سفر يشوع مظاهرًا من مظاهر الحوار المستمر الذي يجريه المجتمع الإسرائيلي حول تراثه الثقافي، وحول تاريخه، وحول الفكرة الصهيونية، ومدى الحاجة إلى إعادة تعريف هويته.
رأى ديفيد بن جوريون في رواية يشوع الحربية أساسًا مثاليًا لأسطورة وطنية مُوحّدة لدولة إسرائيل، في مواجهة عدوهم العرب. التقى بن جوريون بسياسيين وعلماء مثل العالم الكتابي شيمارياهو تالمون لمناقشة فتوحات يشوع المزعومة، ونشر لاحقًا كتابًا عن النقاشات التي دارت في الاجتماع؛ وفي محاضرة ألقاها في منزل بن جوريون، ناقش عالم الآثار يغائيل يادين تاريخية الحملة العسكرية الإسرائيلية، خاصة فتوحات حاصور وبيت إيل ولخيش. ادعى الكاتب الفلسطيني نور الدين مصالحة أن الصهيونية قدّمت حرب 1948 (التي كانت من نتائجها إنشاء دولة إسرائيل) على أنها تطهير "إعجازي" للأرض استنادًا إلى أن سفر يشوع والكتاب المقدس كانا بمثابة تفويض لطرد الفلسطينيين.
استُخدم السرد الكتابي للغزو كأداة لانتقاد الصهيونية. على سبيل المثال، انتقد مايكل بريور استخدام حملة يشوع لتبرير "المشاريع الاستعمارية" (بشكل عام، وليس الصهيونية فقط)، والتي فُسّرت على أنها تبرير للتطهير العرقي، وقال بأن الكتاب المقدس استُخدم لجعل إساءة معاملة الفلسطينيين أكثر قبولًا من الناحية الأخلاقية. أدان أيضًا بيل تمبلر أخلاقيًا هذا الاستخدام للكتاب المقدس في كتابه "التقديس السياسي للإبادة الجماعية الإمبراطورية: نقد سياق كتاب تيموثي دوايت غزو كنعان". لم يكن هذا النوع من الانتقاد جديدًا؛ فقد لاحظ جوناثان بويارين كيف ألقى فريدريك تيرنر باللوم على أن التوحيد الإسرائيلي هو أصل فكرة الإبادة الجماعية ذاتها، وهو ما اعتبره بويارين "مبالغةً في التبسيط"، وإن كانت له شواهد سابقة. أثناء توليها منصب وزيرة التربية والتعليم، كثيرًا ما اشتكت السياسية اليسارية الإسرائيلية شولاميت ألوني من مركزية سفر يشوع في المناهج الدراسية، مقابل تهميش المبادئ الإنسانية والعالمية الموجودة في أسفار الأنبياء، إلا أن محاولتها لتغيير برنامج دراسة الكتاب المقدس باءت بالفشل.

## مواقع خارجية
- موقع الأنبا تكلا، سفر يشوع.
- تفسير سفر يشوع، منتديات الكنيسة.

| سبقه سفر التثنية | العهد القديم | تبعه سفر القضاة |